# ساموئل جانستون
ساموئل جانستون (به انگلیسی: Samuel Johnston) سناتور سابق عضو حزب فدرالیست (آمریکا) بود. وی در سال ۱۷۸۹ تا ۱۷۹۳ میلادی سناتور ایالت کارولینای شمالی در سنای ایالات متحده آمریکا بود.